# Càlice (satèl·lit)
Càlice (del grec Καλύκη) o Júpiter XXIII és un satèl·lit natural retrògrad irregular del planeta Júpiter. Fou descobert l'any 2000 per un equip de la Universitat de Hawaii liderat per Scott Sheppard i rebé la designació provisional de S/2000 J 2.

## Característiques
Càlice té un diàmetre d'uns 5,2 quilòmetres, i orbita Júpiter a una distància mitjana de 23,181 milions de km en 721,021 dies, a una inclinació de 166 º a l'eclíptica (165° a l'equador de Júpiter), en una direcció retrògrada i amb una excentricitat de 0,2140.
Pertany al grup de Carme, compost pels satèl·lits irregulars retrògrads de Júpiter en òrbites entre els 23 i 24 milions de km i en una inclinació d'uns 165 °.

## Denominació
El satèl·lit deu el seu nom al personatge de la mitologia grega Càlice, filla d'Èol (fill d'Hel·lè) i d'Enàrete.
Rebé el nom definitiu de Taígete el 22 d'octubre de 2002. Anteriorment havia tingut la designació provisional de S/2000 J 2, que indica que fou el segon satèl·lit fotografiat per primera vegada l'any 2000.